# Оофорэктомия
Оофорэктоми́я (от др.-греч. ᾠοφόρος — «несущий яйца, яйценосный» и ἐκτομή — «вырез») — хирургическая операция по удалению яичников. Операция удаления всего яичника также носит название овариэктомия, а сберегающая операция — рассечение ткани яичника — овариотомия, однако эти термины традиционно применяются для описания хирургического удаления яичников у животных. Удаление яичников у женщин является биологическим эквивалентом кастрации у мужчин, однако термин кастрация лишь изредка используется в профессиональной литературе для обозначения оофорэктомии у людей.
Термин «частичная оофорэктомия» иногда используется для обозначения таких хирургических операций, как удаление кисты или резекция части яичников.
У людей оофорэктомия преимущественно применяется в ходе лечения заболеваний, таких как киста, воспаление яичников, онкологические заболевания, при резко выраженных изменениях воспалительного характера, эндометриоидных поражениях, а также в качестве профилактики осложнений от раковых опухолей или в совокупности с гистерэктомией (удалением матки).

## Варианты операции
В зависимости от характера заболевания яичника производят подходящий вариант операции: резекцию, вылущение кисты или полное удаление яичника.
В случаях, когда при осмотре на втором яичнике обнаруживаются ретенционные кисты фолликула или его жёлтого тела, их следует вылущить или удалить яичник вместе с кистой. У женщин старше 40 лет рекомендуется яичник удалить.
При железистых псевдомуцинозных кистомах яичника у женщин молодого возраста второй яичник, если он не изменён, оставляют.
При папиллярных кистомах яичников производят надвлагалищную ампутацию или, реже, гистерэктомию с удалением придатков и резекцию сальника.
У женщин после 45 лет целесообразнее удалить и второй яичник, так как нередко в нём в дальнейшем развивается такая же кистома. При злокачественных заболеваниях яичника необходимо производить не только удаление труб и яичников, но и ампутацию или экстирпацию матки и резекцию большого сальника вне зависимости от возраста пациентки.